# Radio Bremen TV
Radio Bremen TV est une chaîne de télévision généraliste régionale allemande éditée par Radio Bremen, organisme de droit public. Elle cible les populations de Brême et Bremerhaven.
Cette chaîne de format généraliste est un des neuf « Dritten Fernsehprogramme » (troisième programme de télévision) émettant dans les différents länder. De fait, en Allemagne, on désigne sous cet intitulé les chaînes de télévision régionales publiques, qui occupent systématiquement la troisième position dans leur land respectif.

## Histoire de la chaîne
Les premières émissions de télévision régionales débutent le 4 janvier 1965 dans le nord de l'Allemagne, dans le cadre d'un réseau associant Norddeutscher Rundfunk, Sender Freies Berlin (Berlin-Ouest) et Radio Bremen. Cette association consacre la naissance de NDR Fernsehen, chaîne de télévision couvrant une grande partie des länder du nord (Schleswig-Holstein, Basse-Saxe, Mecklembourg-Poméranie-Occidentale, Hambourg et Brême).
Le 1er janvier 2005, les décrochages régionaux de NDR Fernsehen pour Brême et Bremerhaven se dotent d'une identité propre. Ainsi naît Radio Bremen TV, chaîne de télévision reprenant toujours une partie des programmes de NDR (avec laquelle elle continue son association) en sus de productions locales.

## Logos de la chaîne

Logo official de la Radio Bremen TV
Logo à l'antenne de la Radio Bremen TV
Logo de la Radio Bremen TV HD depuis 29 mars 2017
Ancien logo de la Radio Bremen TV

## Organisation
Comme chacune de ces chaînes de télévision, Radio Bremen TV est associée au sein d'un organisme commun, ARD (Communauté de travail des établissements de radiodiffusion de droit public de la République Fédérale d’Allemagne), et une partie de ses programmes sert à alimenter la première chaîne de télévision allemande, Das Erste.

## Programmes
La grille des programmes de Radio Bremen TV est constituée de documentaires, de talk-shows, de séries, de débats, de bulletins d'information régionaux, de dessins animés et de variétés. Comme chaque chaîne de télévision appartenant à ARD, Radio Bremen TV reprend chaque jour en direct (20 heures) le journal télévisé national de Das Erste.

## Diffusion
Radio Bremen est diffusée sur le réseau hertzien dans le land de Brême, mais également en clair par satellite ainsi que sur les différents réseaux câblés. La chaîne peut ainsi être reçue librement dans l'ensemble du pays, mais aussi dans une grande partie de l'Europe, via le système de satellites Astra.